# Pozuel del Campo
Pozuel del Campo és un municipi d'Aragó situat a la província de Terol i enquadrat a la comarca de Jiloca. L'element arquitectònic més important és l'església de Sant Miquel construïda el 1723 i que compta amb interessants retaules gòtics.